# Mitcham City
Koordinaten: 35° 1′ S, 138° 38′ O

Die City of Mitcham ist ein lokales Verwaltungsgebiet (LGA) im australischen Bundesstaat South Australia. Mitcham gehört zur Metropole Adelaide, der Hauptstadt von South Australia. Das Gebiet ist 72 km² groß und hat etwa 65.000 Einwohner (2016).
Mitcham liegt im Zentrum von Adelaide etwa 6 km südlich des Stadtzentrums. Das Gebiet beinhaltet 32 Stadtteile: Bedford Park, Belair, Bellevue Heights, Blackwood, Brown Hill Creek, Clapham, Clarence Gardens, Colonel Light Gardens, Coromandel Valley, Crafers West, Craigburn Farm, Cumberland Park, Daw Park, Eden Hills, Glenalta, Hawthorn, Hawthorndene, Kingswood, Leawood Gardens, Lower Mitcham, Lynton, Melrose Park, Mitcham, Netherby, Panorama, Pasadena, Springfield, St Marys, Torrens Park, Upper Sturt, Urrbrae und Westbourne Park. Der Verwaltungssitz des Councils befindet sich im Stadtteil Torrens Park in der Nordhälfte der LGA, wo etwa 2600 Einwohner leben (2016).

## Verwaltung
Der Mitcham City Council hat 13 Mitglieder. 12 Councillor werden von den Bewohnern der sechs Wards gewählt (je zwei aus Babbage, Boorman, Craigburn, Gault, Overton und The Park). Diese sechs Bezirke sind unabhängig von den Stadtteilen festgelegt. Der Ratsvorsitzende und Mayor (Bürgermeister) wird zusätzlich von allen Bewohnern der City gewählt.